# Brusnica Velika
Brusnica Velika är en ort i Bosnien och Hercegovina.   Den ligger i entiteten Republika Srpska, i den norra delen av landet, 140 km norr om huvudstaden Sarajevo. Brusnica Velika ligger 152 meter över havet och antalet invånare är 162.
Terrängen runt Brusnica Velika är huvudsakligen platt, men åt sydväst är den kuperad. Terrängen runt Brusnica Velika sluttar norrut. Närmaste större samhälle är Odžak, 12,4 km sydost om Brusnica Velika. 
I omgivningarna runt Brusnica Velika växer i huvudsak lövfällande lövskog. Runt Brusnica Velika är det ganska tätbefolkat, med 93 invånare per kvadratkilometer.